# Бродфорд (Вікторія)
Бродфорд  — це невелике місто в Вікторії. Розташоване приблизно за 88 км від Мельбурна. У Бродфорді розташовується паперова фабрика. 
Відомі люди: 
- Сідней Лебелі
- Баррі Зал
- Алан Езард
- Річард Дуглас